# Robert Freeman
Pour les articles homonymes, voir Freeman.
Robert Grahame Freeman, né le 5 décembre 1936 à Londres et mort le 6 novembre 2019 dans la même ville, est un photographe britannique. 

## Biographie
Journaliste pour le Sunday Times, Robert Freeman s'illustre au début des années 1960 avec une photographie de Nikita Khrouchtchev prise au Kremlin. Ce cliché, ainsi que d'autres photographies de célébrités notamment John Coltrane attirent sur lui l'attention des Beatles, en pleine Beatlemania. De 1963 à 1966, il est l'un des photographes favoris du groupe : il est à l'origine des photographies de cinq pochettes emblématiques du groupe : With the Beatles, A Hard Day's Night, Beatles for Sale, Help! et Rubber Soul. Il est également, à la même époque, le premier photographe du calendrier Pirelli. En 1990, il publie un ouvrage, The Beatles: A Private View.
En 1969, il est co-réalisateur, avec Paul Feyder du film La Promesse.
Il est mort le 6 novembre 2019 à l'âge de 82 ans,,.